# Suès
Suès ist eine ehemalige Gemeinde im Département Bouches-du-Rhône. Heute bildet sie einen Teil der Gemeinde Lambesc.

## Geografie
Der heute noch bestehende Weiler Suès befindet sich im Westen der Gemeinde Lambesc, rund drei Kilometer vom Ortskern entfernt. In der Nähe befinden sich die Gemeindegrenzen zu Vernègues, Aurons und Pélissanne. Die nächste größere Straße ist die gut einen Kilometer weiter südlich verlaufende D15.

## Etymologie
Früher wurde Suès auch unter den Namen Seucia, Seusa und Suë erwähnt. Nach der Französischen Revolution erhielt sie zuerst den Namen Sues, der wenig später in Suès geändert wurde.

## Bestand
1790 wurde Suès zu einer Gemeinde im Département Bouches-du-Rhône. Sie bestand nur bis 1807, dann wurde sie nach Lambesc eingemeindet. Die Gemeinde gehörte zum ehemaligen Kanton Lambesc und zum Arrondissement Aix-en-Provence.
Bevölkerungsentwicklung:
| Jahr      | 1793 | 1800 | 1806 |
| Einwohner | 170  | 150  | 150  |